# Anthony Gatto
Anthony Gatto, nome d'arte di Anthony Craig Commarota (Manhattan, 14 aprile 1973), è un giocoliere statunitense.

## Biografia
Figlio adottivo di Nick Gatto, ex artista circense e compagno di Barbara, la madre di Anthony, dal 2007 lavora con il Cirque du Soleil in tournée negli Stati Uniti d'America con il loro ultimo spettacolo Kooza.
Nella sua carriera ha vinto numerosissimi premi nei maggiori festival di circo del mondo, tra cui il "Festival internazionale del circo di Monte Carlo", unico giocoliere nella storia di questa manifestazione ad aver vinto. In effetti altri giocolieri, prima e dopo di lui, si sono piazzati al secondo o terzo posto, come i secondi posti (clown d'argento) di Dick Franco, Kris Kremo, Sergej Ignatov, Picasso Junior e Viktor Kee, rispettivamente nel 1980, 1981, 1983, 2002 e 2003. O il terzo posto (clown di bronzo) di Alan Sulc nel 2004. Ma nessun altro giocoliere è arrivato a vincere il clown d'oro (statuetta consegnata al vincitore), come Gatto nel 2000.
Detiene da molti anni ben 11 record mondiali, migliorati in più occasioni nel corso degli anni. Sono infatti suoi i record di resistenza con 8 e 9 palle, 6, 7 e 8 clave e 7, 8, 9, 10, 11 e 12 cerchi. In precedenza ha detenuto anche il record di resistenza con 7 palle. È inoltre in grado di eseguire una grande quantità di trick (ovvero esercizi) mai eseguiti da nessun altro giocoliere, come piroette con 8 palle o piroette con 11 cerchi. Tutti questi traguardi gli hanno valso l'appellativo di miglior giocoliere tecnico vivente.
Il 9 aprile 2009 nasce il primogenito Gabriel Anthony, avuto dalla moglie Danielle Suzanne, mentre il 23 agosto 2012 è nata la secondogenita Abrianna Danielle